# 仙台市博物館
仙台市博物館（せんだいしはくぶつかん）は、宮城県仙台市青葉区川内にある仙台市立の博物館である。仙台だけでなく東北地方の歴史、文化史、美術、工芸資料を展示する人文科学系総合博物館と標榜する。
伊達家が仙台市へ寄贈した文化財を保管、研究するために1961年（昭和36年）に開館した。仙台藩に関連する史料や美術工芸品が充実する。

## 沿革
1951年（昭和26年）、かつて仙台藩主だった伊達家が、所有していた土地を仙台市に有償譲渡、一部を寄付した。これと同時に、伊達家が所蔵する文化財約8000点 が仙台市に寄贈された。これらを保存、展示する施設として博物館の建設が仙台市の課題となった。
1958年（昭和33年）には、仙台市博物館並びに美術館設立促進連盟が結成され、署名活動を展開した。
1959年（昭和34年）仙台市長の島野武が市議会で、市制70周年記念事業として市営プールと博物館を建設することを表明した。
1960年（昭和35年）仙台城三の丸跡で博物館の建設工事が始まり、1961年（昭和36年）に仙台市博物館が開館した。博物館法に基づく施設として、宮城県内で4番目だった。
開館後10年のうちに、仙台市博物館では3次に渡る建物の増築が行われ、総床面積が開館当初より約2.7倍に増えた。また、開館当初の運営方針は総合博物館だったが、仙台市天文台や仙台市科学館が設立されたことから、人文科学系博物館へと方向性が変わった。
1975年（昭和50年）には文化財保護法に基づく国宝・重要文化財の公開勧告・承認出品施設となった。
1978年（昭和53年）既存の施設の改善や見直しが模索されたが、最終的には大型博物館の新築へと方針が変わった。これは、この頃、宮城県美術館が計画、建設されたことに影響を受けたものだった。
1983年（昭和58年）からの長い休館を経て、仙台市博物館は1986年（昭和61年）に新しく建設された建物で展示を再開した。
2021年（令和3年）10月1日〜2024年（令和6年）3月31日まで超寿命化等改修工事に伴い休館予定である。

## 収蔵品
江戸時代の仙台藩に関連する歴史資料、文化資料、美術工芸品約約9万7000点がここに収蔵され、そのうち約1000点が展示されている。伊達氏や慶長遣欧使節に関連するものが充実し、その中でも『奥州仙台領絵図』は、幅8メートルもある巨大な絵図であり、人気の展示となっている。
展示物の一つ当世具足の黒漆五枚胴具足は伊達政宗所用のものであるが、映画『スター・ウォーズ』の主要キャラクターであるダース・ベイダーの衣装デザインの元ともなった。制作用に参考資料を送付したのは、当時、アメリカの制作スタッフから国際電話で問い合わせを受けた仙台市博物館である。
伊達文庫など伊達家ゆかりの図書資料は宮城県図書館に収蔵されている。

### 国宝
- 慶長遣欧使節関係資料

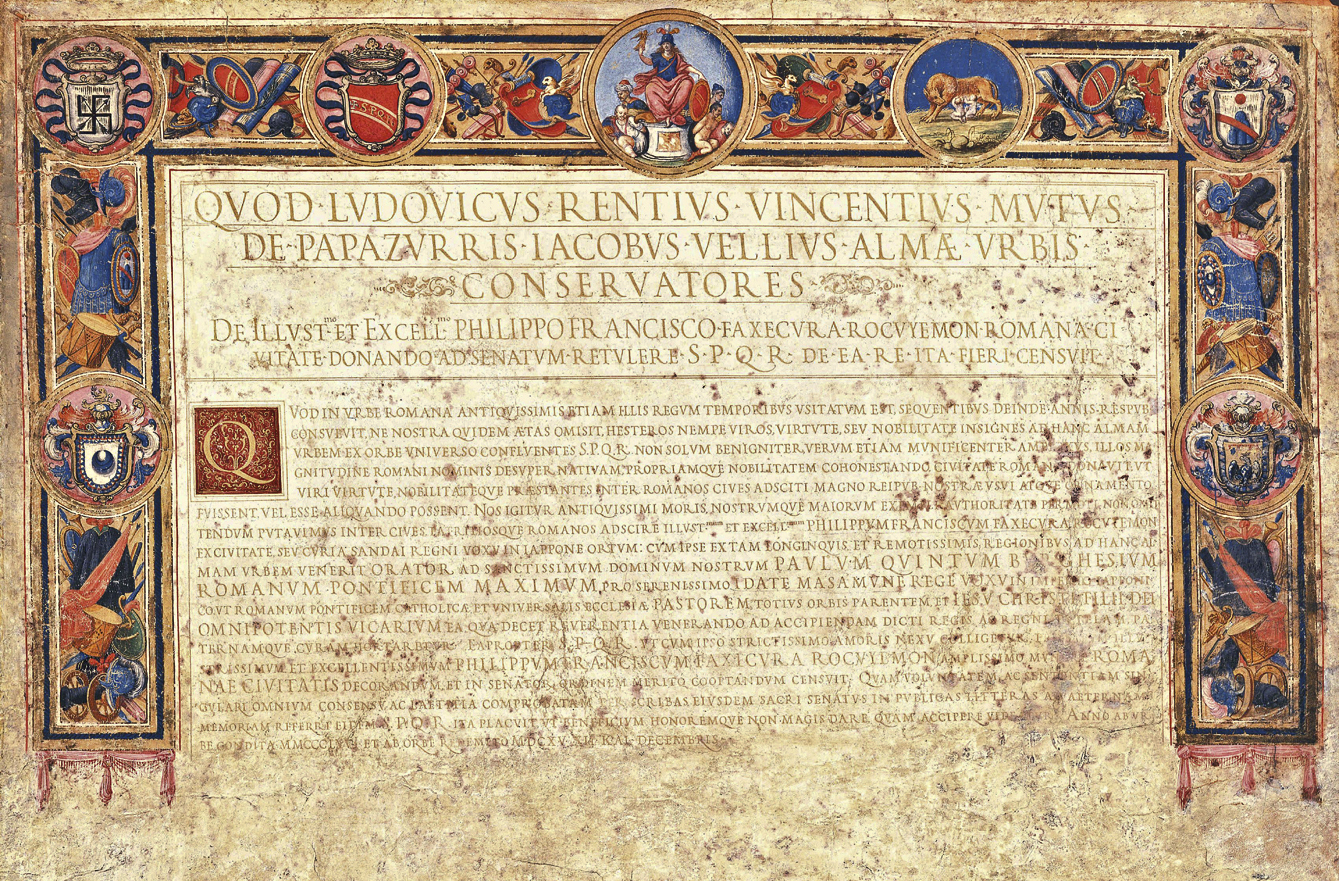
支倉常長のローマ市公民権証書

  - ローマ市公民権証書　1615年11月支倉常長宛　1通
  - 肖像画　2面（支倉常長像、パオロ5世像）
  - 聖画、聖具類　19点
    - ロザリオの聖母像 1
    - 祭服 1
    - 十字架像 1
    - 十字架及びメダイ 1
    - 十字架 1
    - ロザリオ 5
    - ディスチプリナ 1
    - テカ及び袋 1
    - レリカリオ 1
    - メダイ残欠 6

  - 馬具、染織類　25点
    - 鞍 2
    - 鐙（あぶみ） 2
    - 轡（くつわ） 2
    - 四方手（しおで） 1
    - 野沓 1
    - マント及びズボン 1
    - 壁掛 1
    - 縞模様布 1
    - 短剣 2
    - 印章 2
    - 留金具 10

### 慶長遣欧使節関係資料の画像

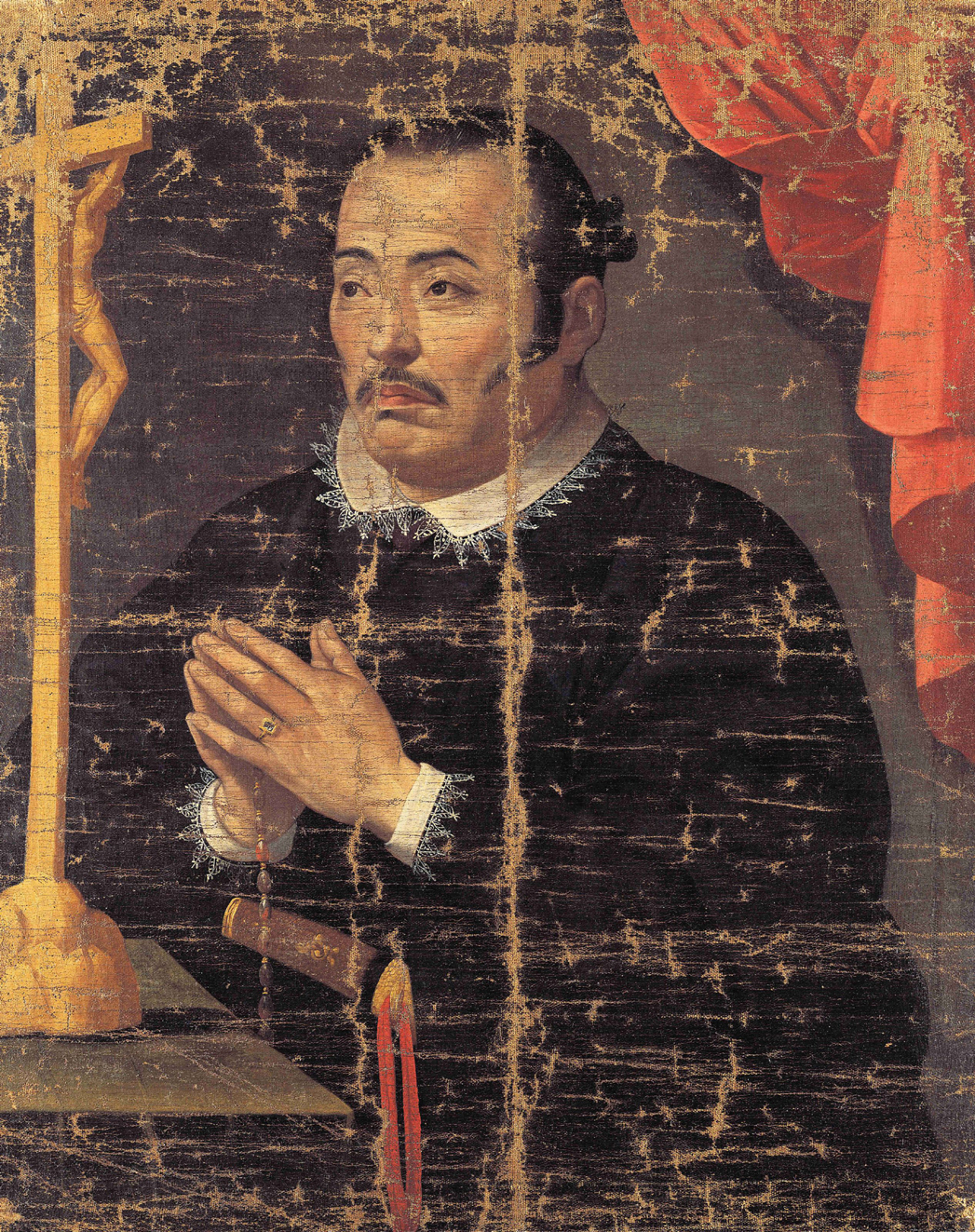
支倉常長像
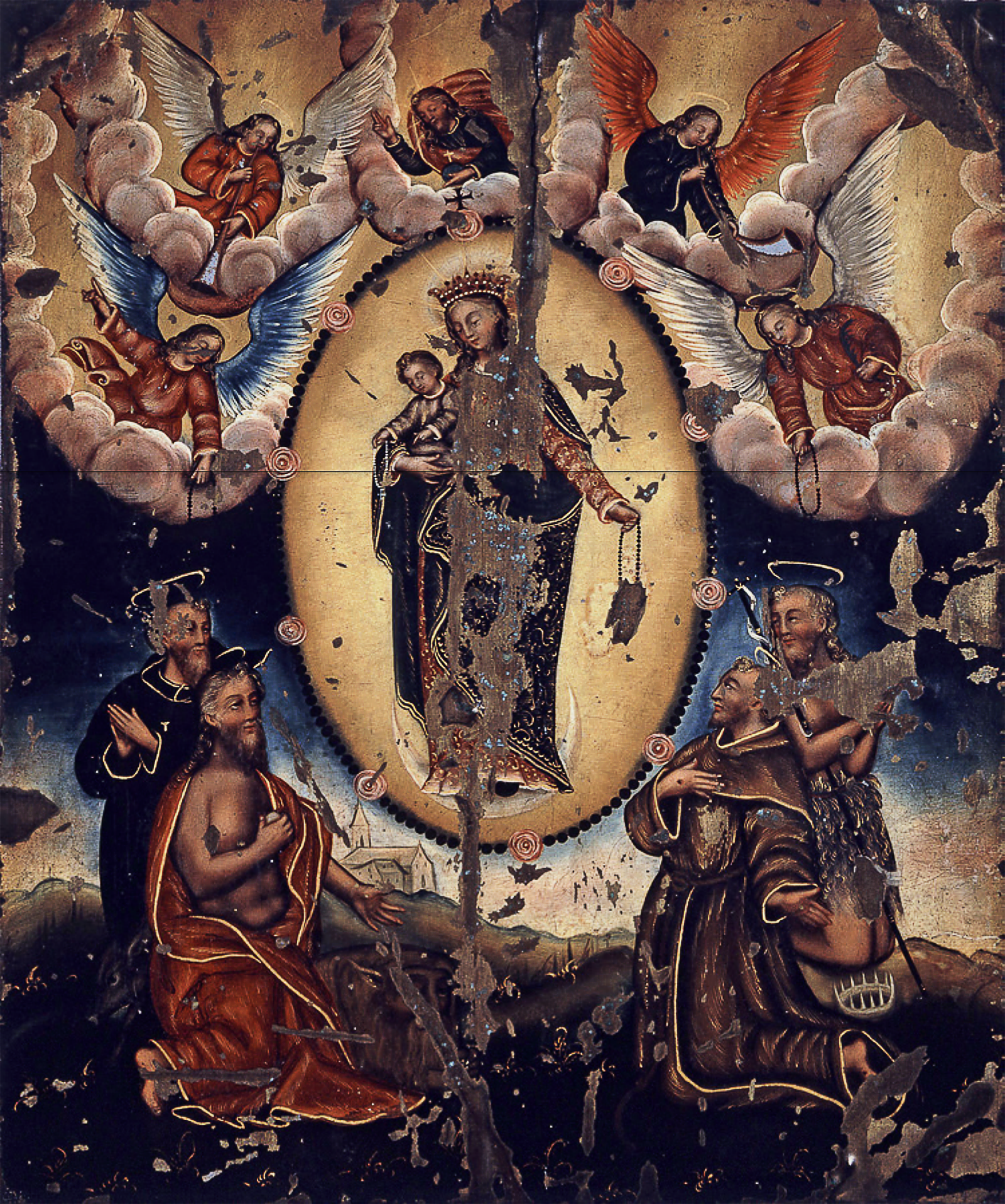
聖母子及び四聖人像（ロザリオの聖母）
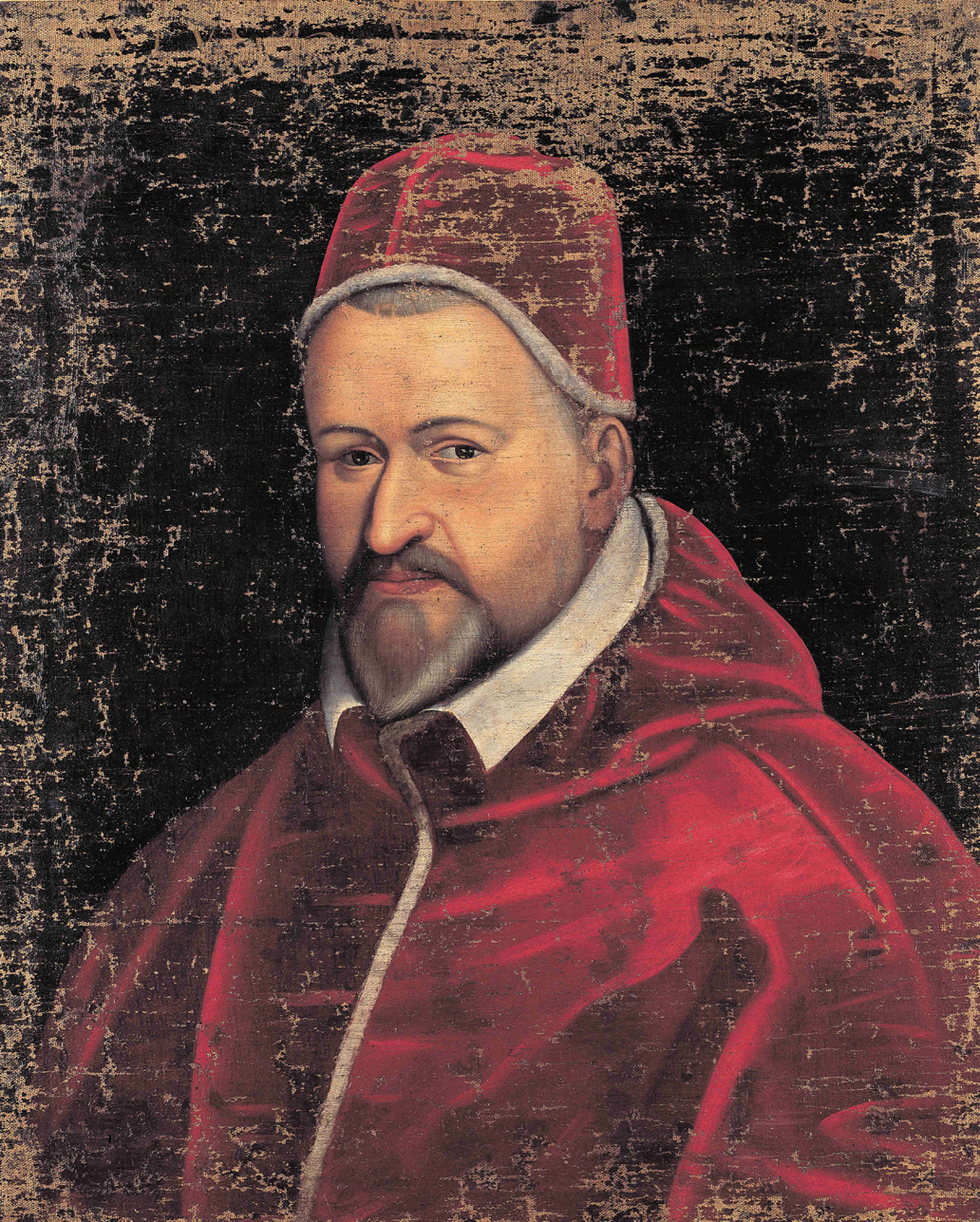
ローマ教皇パオロ5世像
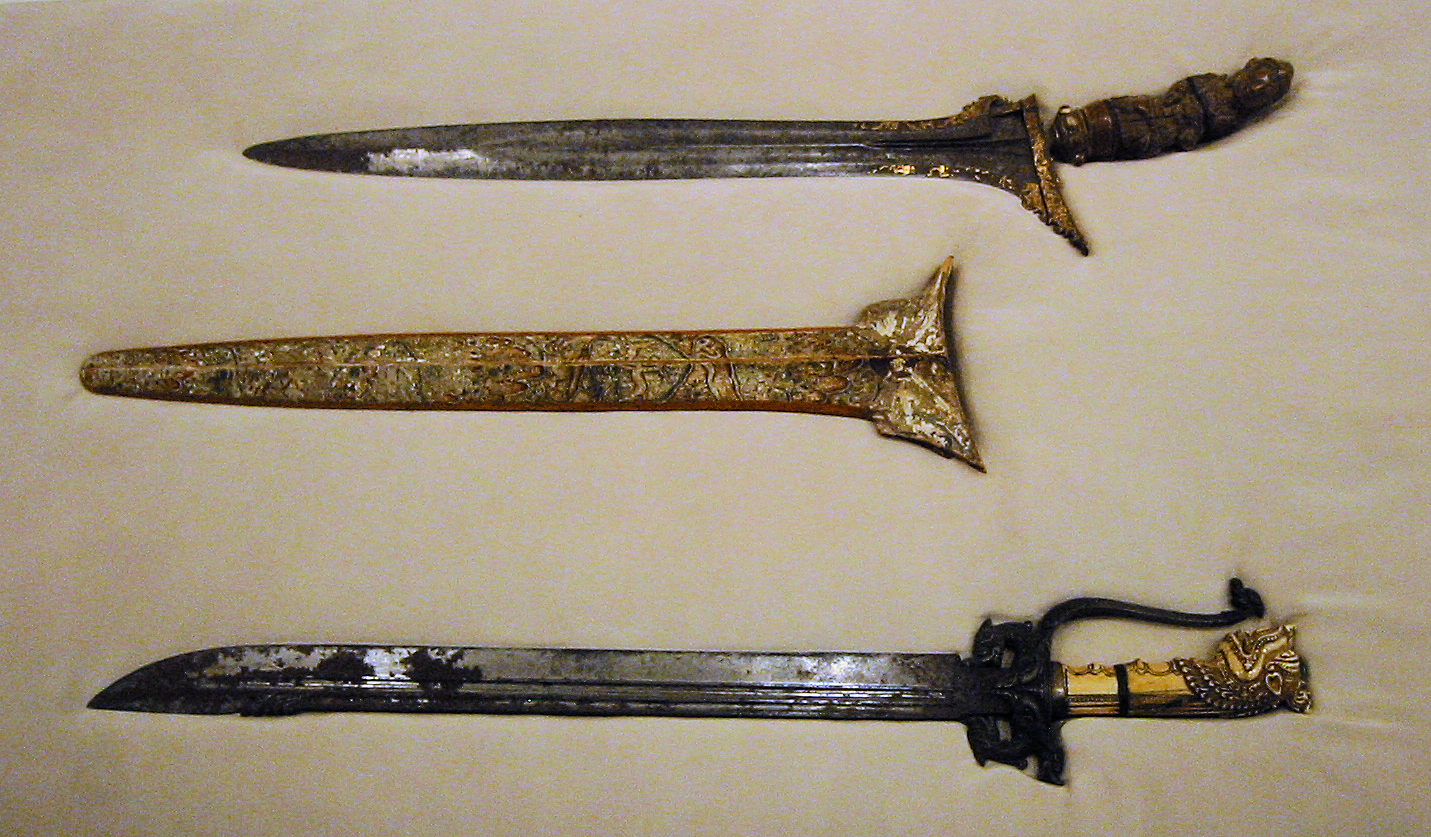
上からクリス型短剣、同鞘、護拳付短剣
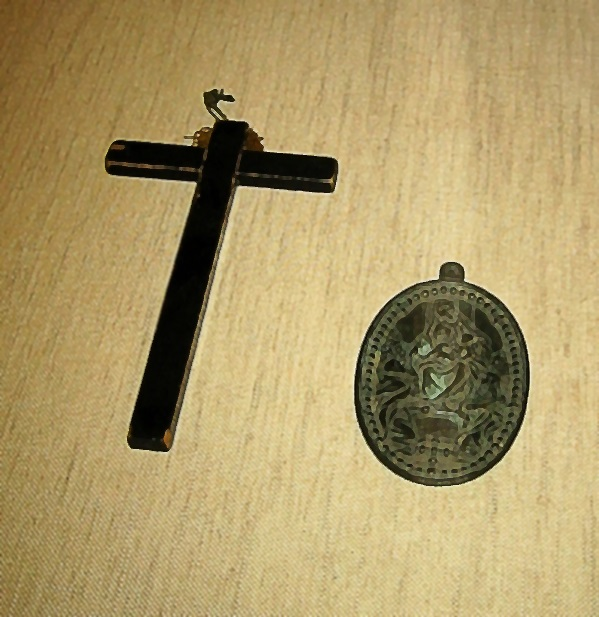
十字架とメダイ
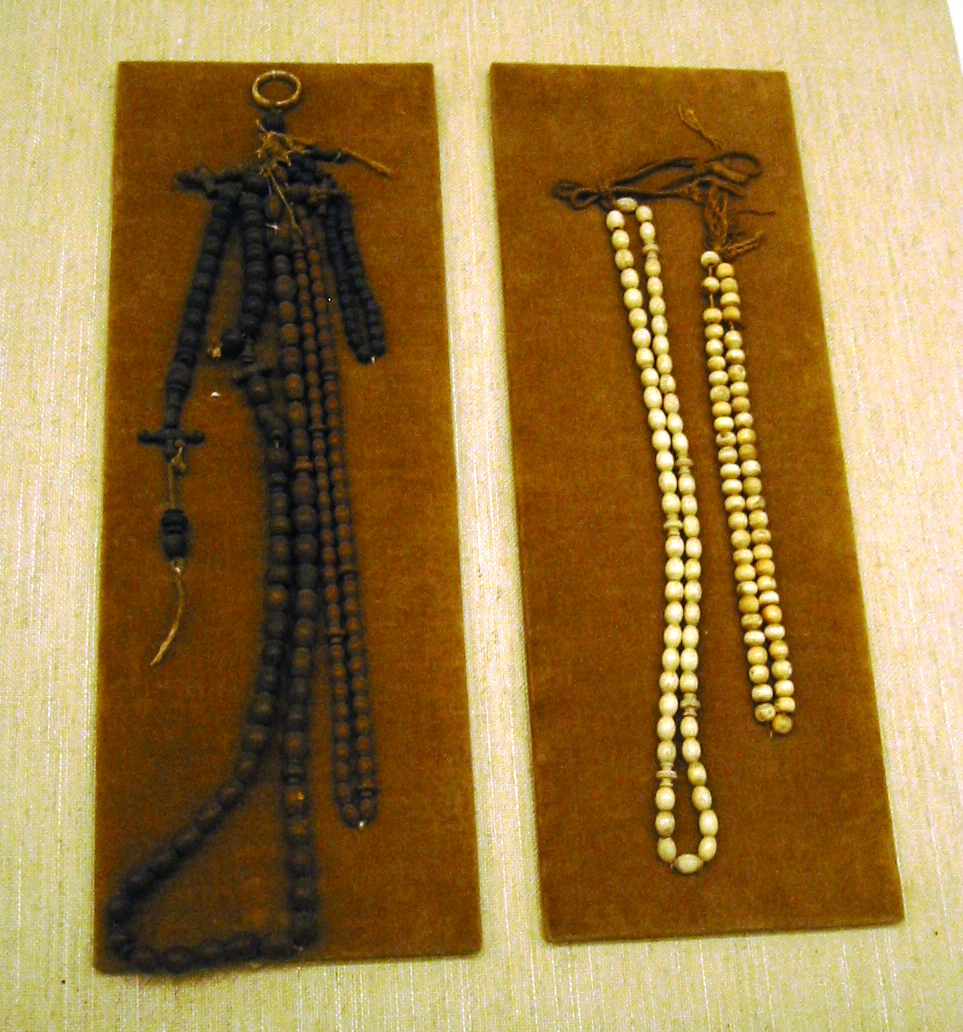
ロザリオ

### 重要文化財

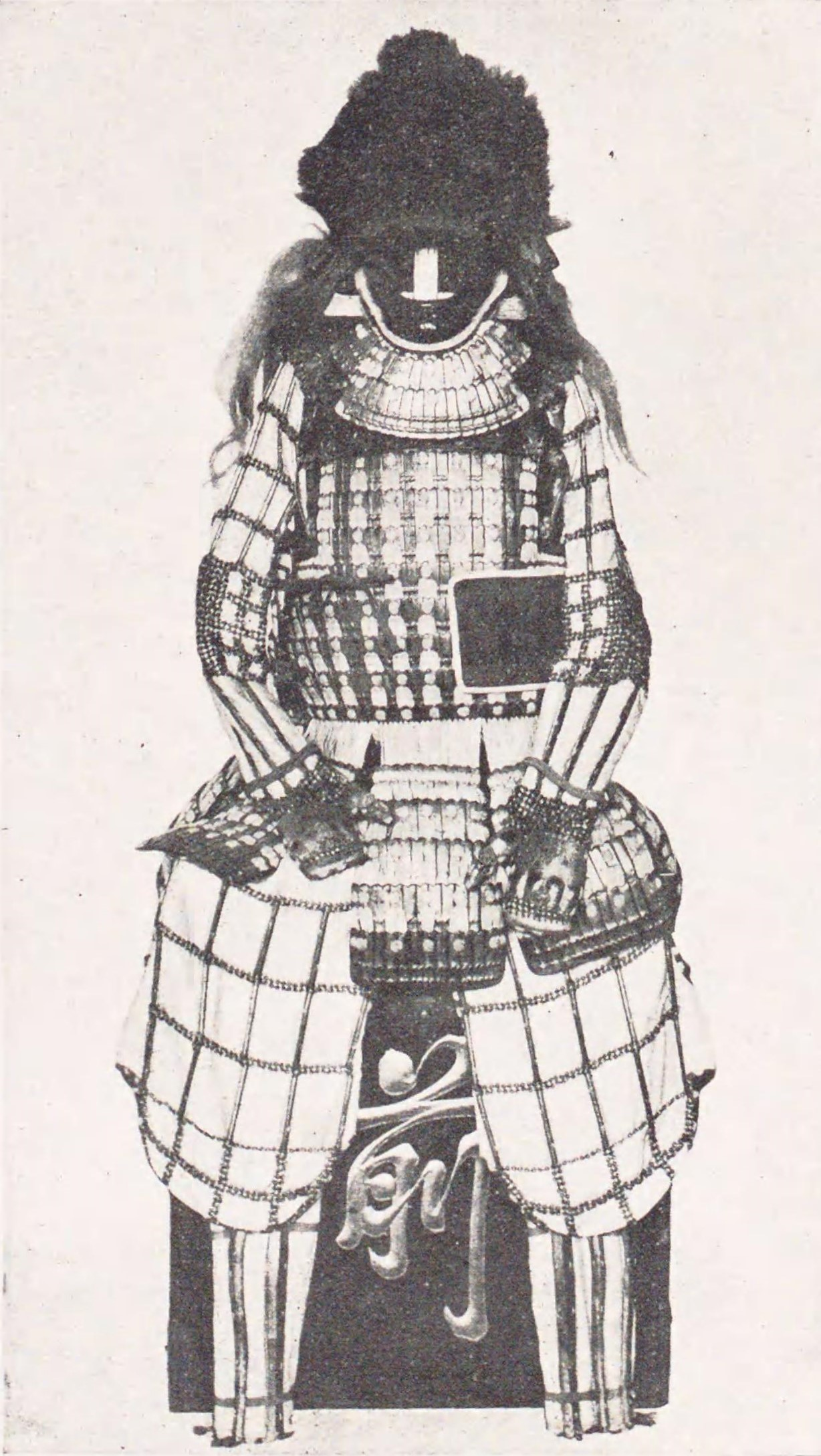
銀伊予札白糸威胴丸具足

- 黒漆五枚胴具足 兜・小具足付（伊達政宗所用）附:黒羅紗地裾緋羅紗山形文陣羽織、旗
- 銀伊予札白糸威胴丸具足（ぎんいよざねしろいとおどしどうまるぐそく）兜・小具足付　附:兜巾、頭巾、団扇3握、軍扇2握
- 帯（三沢初子所用）12条 附:総鹿子裂2枚、入日記（いりにっき）1通
- 小紋染胴服
- 塵芥集 14代伊達稙宗制定の分国法
- 伊達家文書（1,046通） 26巻、21冊、20幅、953通、1鋪、2綴、2枚[8][9]
- 伊達家印章 127顆 附：印譜（44通）3冊、2帖、39通[8][9]

### 世界の記憶
2013年（平成25年）6月に、ユネスコの世界の記憶（世界記憶遺産）に、国宝のローマ市公民権証書、支倉常長の肖像画、パオロ5世の肖像画の3点が選定された。

## 施設
現在の建物は1986年（昭和61年）に竣工したものである。敷地面積1万9758平方メートル、建築面積5283平方メートルの鉄骨鉄筋コンクリート構造で、佐藤武夫設計事務所（現在の佐藤総合計画）が設計を担当した。この建築物は1990年（平成2年）に第2回公共建築賞・優秀賞を受賞した。
館内には資料展示室のほかに、レストランやミュージアムショップがある。また、児童向けのプレイミュージアムでは、児童用鎧の試着や和楽器の演奏を試すことができる。
博物館の屋外には、中国の紹興市から贈られた魯迅像、林子平のレリーフ、阿部次郎の碑など仙台ゆかりの人物の記念碑や作品等が展示されている。また、明治時代から戦中にかけて陸軍第2師団がこの敷地を利用していたことから、博物館の入り口付近には第2師団が利用した軍馬や軍用動物の慰霊碑が建立されている。博物館正面にある残月亭は仙台区長だった松倉恂の茶室で、移築、復元されたものである。
2007年（平成19年）に出版されたミシュランの旅行ガイド「ボワイヤジェ・プラティック・ジャポン（Michelin Voyager Pratique Japon）」で「2つ星」の評価を受けた。
2007年度の年間通算利用者数は、延べ19万2341人、2018年度（平成30年度）に15万3577人あった。その後は工事のための休館と新型コロナウイルス感染防止のための休館が相次ぎ、利用者が激減した。
なお、1986年（昭和41年）から2023年（令和5年）4月まで中庭に伊達政宗の胸像が設置されていた。2023年4月に青葉山公園整備事業の一環で仙臺緑彩館に移転した（2023年4月26日から公開）。
余談だが人気バレーボール漫画「ハイキュー!!」のキャラクターのモニュメントが正面玄関に設置されている。

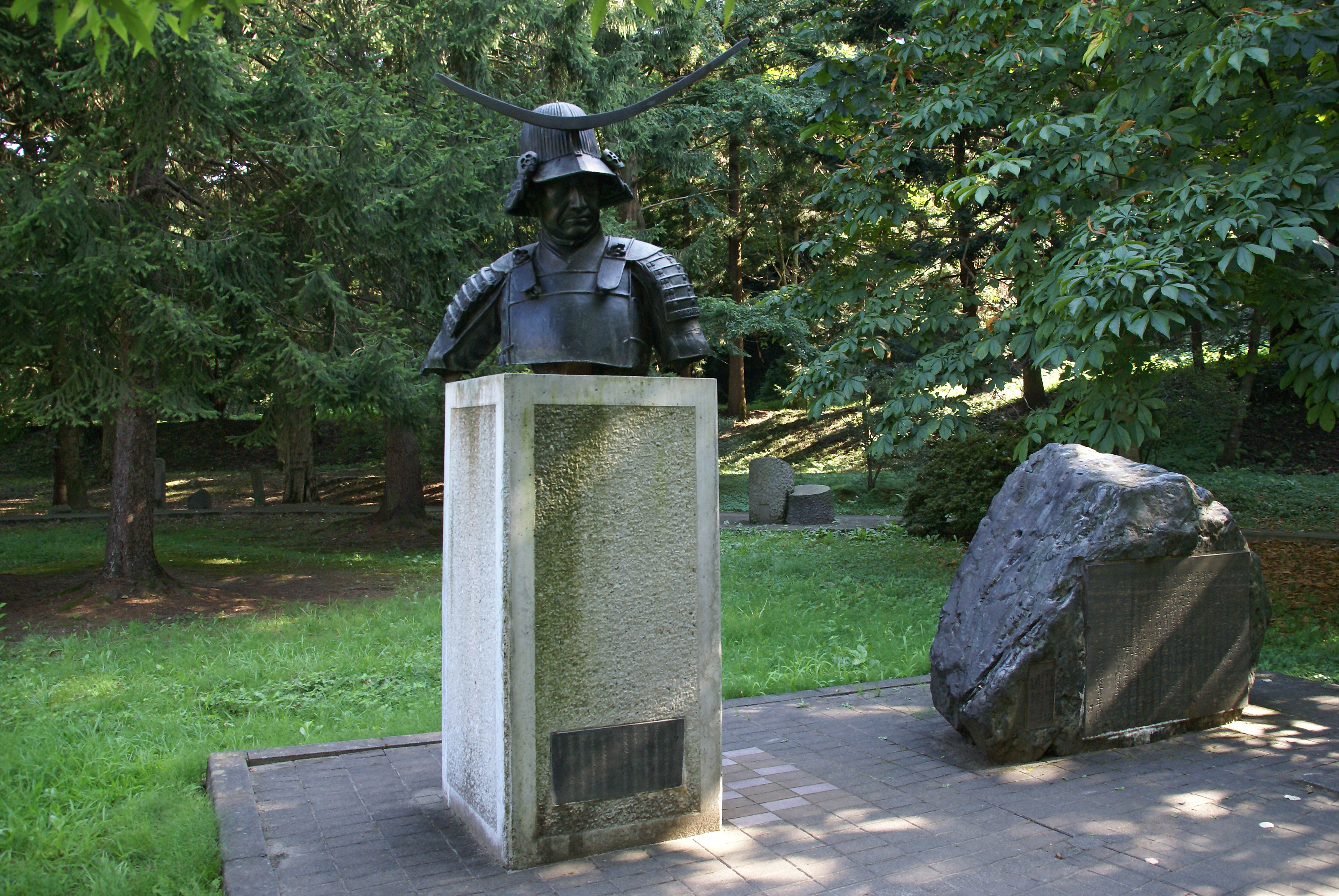
小室達「伊達政宗騎馬像」。戦時中の金属回収により切断・縮小され胸像になった。
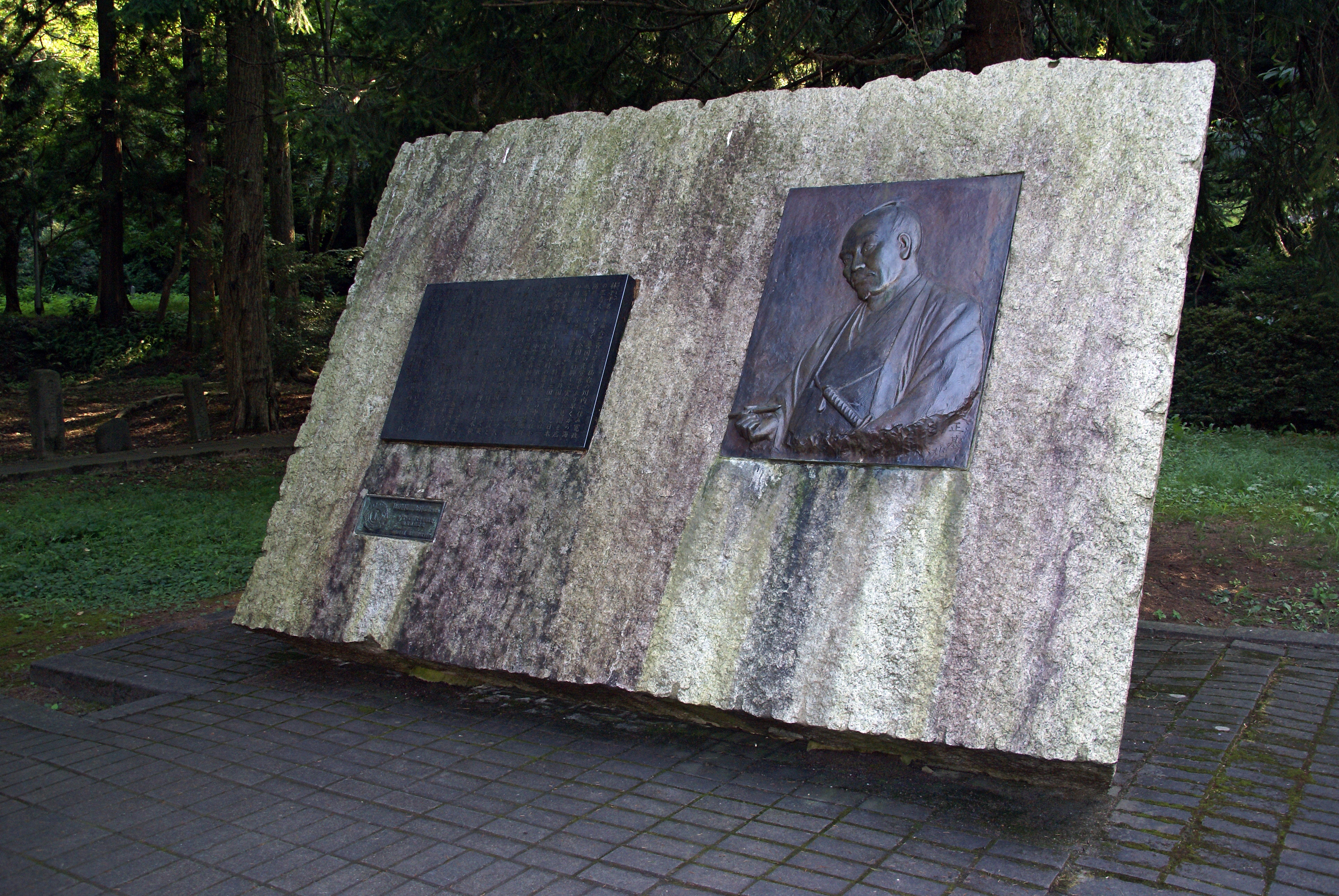
林子平レリーフ
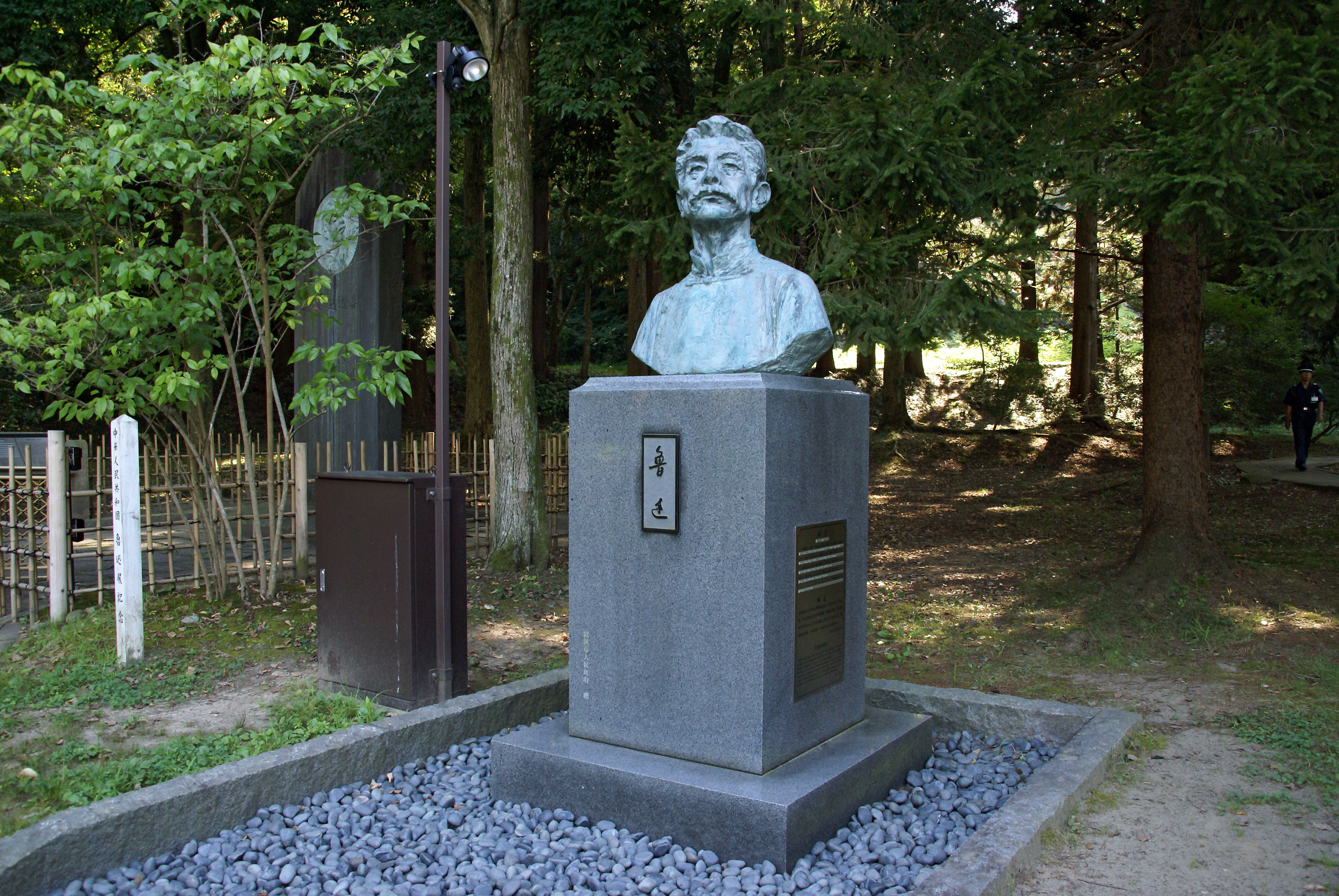
魯迅像

## 立地・アクセス
この博物館が立地する敷地は仙台城三の丸跡であり、現在は青葉山公園の一部である。近辺には五色沼や仙台国際センターがある。仙台市地下鉄東西線の国際センター駅から博物館までは徒歩で8分の距離である。また、博物館の近くに仙台市営バスのバス停留所「博物館・国際センター前」があり、観光路線バスるーぷる仙台がここに停まる。仙台駅のバス乗り場からここまでは約20分の所要時間である。